# Tabula Traiana
La Tabula Traiana o Taula de Trajà és una llosa amb una inscripció en llatí dedicada a l'emperador Trajà, gravada sobre una llosa tallada especialment sobre la paret dreta del congost de les Portes de Ferro, al Danubi. Avui dia es troba, juntament amb altres restes arqueològiques romanes, dins del parc nacional Đerdap, prop de Kladovo, a Sèrbia.

## Història
La inscripció data del voltant dels anys 100 al 103, i commemora l'expedició contra els dacis. La via seguia el riu des de Singidúnum (Belgrad) i per travessar-lo Trajà va encarregar al seu enginyer Apol·lodor de Damasc la construcció d'un gran pont, del qual encara se'n conserven restes, que va permetre creuar a la Dàcia i conquerir-la.
Amb la construcció d'una presa al riu el 1972, les ruïnes haurien quedat negades pel nou embassament. Ja des d'abans les aigües del Danubi sovint cobrien el lloc. Per això es va decidir retallar tota la llosa que contenia la inscripció i portar-la uns metres més amunt, de manera que romangués visible després de la pujada de nivell del riu.

## Descripció
El monument es componia d'una gran làpida tallada a la mateixa roca, de 3,20 metres de llarg i 1,80 d'alt, adornat amb dos dofins alats, roses de sis pètals i una àliga d'ales desplegades. Estava protegit per una mena de frontó amb la inscripció moderna en relleu «TABULA TRAIANA». La inscripció en si consta de sis línies en caràcters o lletres capitals romanes (el text original va ser en part esborrat per l'erosió):
Text literal: 

| « | IMP CAESAR DIVI NERVAE F NERVA TRAIANVS AUG GERM PONTIF MAXIMVS TRIB POT IIII PATER PATRIAE COS III MONTIBVS EXCISI. ANCO..BVS SVBLATIS VIA .E. | » |

Reconstrucció del text original en llatí: 

| « | IMP(erator) CAESAR DIVI NERVAE F(ilius) NERVA TRAIANVS AUG(ustus) GERM(anicus) PONTIF(ex) MAXIMVS TRIB(unicia) POT(estate) IIII PATER PATRIAE CO(n)S(ul) III MONTIBVS EXCISI[s] ANCO[ni]BVS SVBLAT[i]S VIA[m r]E[fecit] » | » |

Traducció a partir del la de l'arquòleg Otto Benndorf: 

| « | L'Emperador Cèsar, fill del diví Nerva, Nerva Trajà, l'August, el Germànic, el Pontífex Màxim, investit quatre vegades com a Tribú, Pare de la Pàtria, Cònsol per tercera vegada, ha excavat la muntanya i hi ha encastat bigus de fusta per fer aquesta via. | » |